# Трохимчук, Степан Максимович
Степан Максимович Трохимчук (укр. Степан Максимович Трохимчук; 22 декабря 1921 год, село Старая Чертория — 20 октября 2003 год, село Старая Чертория, Любарский район, Житомирская область, Украина) — председатель колхоза «Новая победа» Любарского района Житомирской области, Украинская ССР. Герой Социалистического Труда (1976). Депутат Верховного Совета УССР 8 — 9 созывов.

## Биография
Родился 22 декабря 1921 года в крестьянской семье в селе Старая Чертория. С 1935 года работал в колхозе «Новая победа» Любарского района. Поступил физико-математический факультет Бердического педагогического института. В 1939 году был призван в Красную армию. Служил в Красноярском крае артиллеристом. Окончив полковую школу, стал командиром орудия. Участвовал в Великой Отечественной войне. В начале войны воевал командиром артиллерийской батареи на Ленинградском и Калининском фронтах в составе 1247-го стрелкового полка 377-й стрелковой дивизии и 54-го гвардейского артиллерийского полка 27-й гвардейской стрелковой дивизии на Калининском фронте.
В 1942 году вступил в ВКП(б). Участвовал в обороне Сталинграда в составе 27-й гвардейской стрелковой дивизии. В 1943 году получил ранение. Закончил войну в Берлине в составе 171-й стрелковой дивизии в звании капитана.
В 1947 году демобилизовался и возвратился в родное село. С этого же года — учитель младших классов, с 1949 года — учитель математики и с 1951 года — завуч семилетней школы в селе Старая Чертория. В 1948 году окончил Бердичевский педагогический институт.
В 1955 году избран председателем колхоза «Новая победа» в селе Старая Чертория. Работал председателем до 1988 года. Под руководством Степана Трохимчука колхоз вышел в передовые сельскохозяйственные предприятия Житомирской области.
В 1976 году удостоен звания Героя Социалистического Труда «за большие успехи, достигнутые во Всесоюзном социалистическом соревновании, проявленную трудовую доблесть в выполнении планов и социалистических обязательств в производстве продуктов и продажи государству сельскохозяйственных продуктов в 1976 году». В этом же году окончил Житомирский сельскохозяйственный институт.
Избирался депутатом Верховного Совета УССР 8 — 9 созывов от Любарского избирательного округа, делегатом XXIII и XXIV съездов КПСС и XXV съезда КПУ.
После выхода на пенсию в 1988 году проживал в селе Старая Чертория, где скончался в 2003 году. Похоронен на кладбище родного села.

## Награды
СССР
- Герой Социалистического Труда — указом Президиума Верховного Совета СССР от 24 декабря 1974 года
- Орден Ленина — трижды
- Орден Октябрьской Революции
- Орден Красной Звезды — дважды
- Орден Отечественной войны 1 степени (11.03.1985)
- Орден «Знак Почёта»
- Медаль «За оборону Сталинграда»
- Медаль «За взятие Берлина»
- Медаль «За победу над Германией в Великой Отечественной войне 1941—1945 гг.»

Украина
- Орден Богдана Хмельницкого II степени